# Anisodes imperialis
Anisodes imperialis là một loài bướm đêm trong họ Geometridae.